# Pantan Tengah
Pantan Tengah is een bestuurslaag in het regentschap Aceh Tengah van de provincie Atjeh, Indonesië. Pantan Tengah telt 921 inwoners (volkstelling 2010).